# Theodor Sophus Warncke
Theodor Sophus Warncke, T.S. Warncke, född 21 april 1822 i Köpenhamn, död där 11 december 1890, var en dansk läkare.
Warncke avlade först farmaceutisk examen 1840, men blev därefter student och avlade medicinsk examen 1851. Han ägnade sig därefter åt kemiska och mikroskopiska undersökningar, men främst med farmakologi. Han utgav 1860–1862 en stor lärobok i farmakologi, blev 1863 docent, 1869 lektor och 1872 ordinarie professor. Hans anställning hälsades med stor glädje av de studerande, men detta varade en kort tid, då han inte helt förmådde att följa med tiden.